# Estandarte del rey de España
El estandarte del rey de España es la enseña personal del monarca español. La versión actualmente vigente fue adoptada el 19 de junio de 2014 y aprobada por el Real Decreto 527/2014, de 20 de junio, por el que se crea el Guion y el Estandarte de Su Majestad el Rey Felipe VI y se modifica el Reglamento de Banderas y Estandartes, Guiones, Insignias y Distintivos, aprobado por Real Decreto 1511/1977, de 21 de enero.
Este estandarte consiste en un paño de color carmesí y forma cuadrada en el que aparece bordado las armas del monarca en su parte central y por ambas caras. Junto con algunos cambios introducidos en el escudo, se procedió a restaurar el color tradicional empleado por los monarcas españoles que había sido sustituido por el morado durante los reinados de Isabel II y sus sucesores, y el azul oscuro durante el de Juan Carlos I. Las proporciones del escudo respecto del fondo también se aumentaron respecto a la versión anterior, introduciéndose las que se establecieron en 2001 para las enseñas personales del heredero.
El estandarte está confeccionado en tejido fuerte de lanilla o fibra sintética. Se iza en los Reales Sitios y, para indicar la presencia del rey, en acuartelamientos españoles, buques y embarcaciones de la Armada Española, y vehículos terrestres dentro del territorio español y fuera si estos vehículos pertenecen a las Fuerzas Armadas Españolas.
Tiene cinco tamaños usados en función del lugar, la climatología o si es izado durante el transcurso de un acto considerado «de diario» o una ceremonia de gala, a saber:
- 1600 milímetros.
- 1200 milímetros.
- 1000 milímetros.
- 800 milímetros.
- 400 milímetros.

Los elementos del estandarte también se han incorporado al nuevo distintivo de la Casa de Su Majestad el Rey en virtud del anexo del Real Decreto 527/2014 de 20 de junio. Este distintivo consiste en una placa ovalada, esmaltada y realizada en latón, con una longitud de 35 milímetros de alto y 30 de ancho.

## El guion

Guion real.

El guion actual, la enseña personal de uso militar, también fue adoptado junto al estandarte. Está regulado en la Regla número 1 del Real Decreto 527/2014, que modifica la identificada con el mismo número en el Título II del Real Decreto 1511 de 21 de enero de 1977. Estandarte y guion son prácticamente idénticos, diferenciándose este en que incorpora un cordoncillo de oro en el borde del que arranca un fleco también de oro. En el guion de Felipe VI, como en su estandarte, las proporciones del escudo de armas son superiores a las establecidas para Juan Carlos I en el Real Decreto de 1977.
El guion está elaborado en tafetán de seda, es portado por un oficial del ejército y cada uno de sus lados tiene una longitud de 800 milímetros.

## Estandartes y guiones históricos de los monarcas españoles
El estandarte de armas o heráldico, también conocido como pendón real, ha sido, como en otras monarquías europeas, la bandera personal de los monarcas españoles y ha sido empleada en los acontecimientos de mayor solemnidad. Estuvo formado por los elementos del escudo del monarca sin los adornos exteriores y no se ha recuperado desde su desaparición en 1931. 
El estandarte real es la bandera personal del monarca. El guion, de uso castrense, estuvo formado desde el reinado de Felipe II por los mismos elementos del estandarte pero incorporando la Cruz de Borgoña, un fleco y un cordoncillo. Durante el período de la Casa de Austria, la Cruz de Borgoña no aparecía con frecuencia en el estandarte real. Los Reyes Católicos y Carlos I (como monarcas de Castilla) emplearon el guion de los monarcas castellanos, la Banda de Castilla que fue una bandera cuadrada de color carmesí en la que figuró una banda situada entre dos dragantes (dragones). Los Reyes Católicos incluyeron en la Banda de Castilla el yugo y las flechas que fueron sustituidos por las Columnas de Hércules durante el reinado de Carlos I. Fernando el Católico también empleó el guion que le correspondía como monarca de Aragón. Los Reyes Católicos utilizaron asimismo con mucha frecuencia desde 1492 un estandarte que consistió en un paño de color blanco con su escudo de armas.

## Estandartes históricos
| Estandartes de armas |                     | |
| Estandarte de armas  | Fechas              | Detalles |
|                      | 1475-1506           | El estandarte de armas de los Reyes Católicos, desde 1475, consistió en un paño carmesí con las armas cuarteladas de Castilla (de gules, y un castillo de oro) y León (de plata y un león de púrpura, coronado de oro); con las de Aragón (de oro y cuatro palos de gules) y Nápoles-Sicilia (partido y flanqueado, jefe y puntas de oro y cuatro palos de gules, flancos de plata y un águila de sable, coronada de oro). En 1492 se añadió el emblema del Reino de Granada (de plata y una granada al natural, rajada de gules, tallada y hojada de dos hojas de sinople). Esta bandera también fue empleada por la Infantería de los Reyes Católicos. |
|                      | 1518-1556           | Carlos I adoptó un estandarte con las armas de sus padres, los reyes Juana y Felipe I de Castilla. Estos monarcas habían añadido a las de Castilla, León, Aragón, Dos Sicilias y Granada, presentes en el estandarte anterior, las propias de Felipe, formando de nuevo un cuartelado: Austria (de gules y una faja de plata), Borgoña antiguo (bandado de oro y de azur con bordura de gules), Borgoña moderno (de azur, sembrado de flores de lis de oro y bordura camponada, cantonada de plata y gules), Brabante (de sable y un león de oro, coronado de lo mismo, lenguado y armado de gules), Flandes (de oro y un león de sable, lenguado y armado de gules) y Tirol (partido de plata). Como en el caso de los Reyes Católicos, las armas figuraron sobre un fondo carmesí. En este pabellón también se encontraba representada una corona real antigua (abierta). Desde 1519, después de su elección como emperador Carlos utilizó asimismo el estandarte imperial. En esta enseña se encontraban representadas sus propias armas sobre el águila bicéfala del Sacro Imperio con un fondo amarillo o dorado. |
|                      | 1580-1668           | En el estandarte de armas empleado desde 1580 (con Felipe II) hasta 1668 se incorporaron los blasones de Austria (de gules y una faja de plata), Borgoña antiguo (bandado de oro y de azur con bordura de gules), Borgoña moderno (de azur, sembrado de flores de lis de oro y bordura de plata y gules), Brabante (de sable y un león de oro), Flandes (de oro y un león de sable) y Tirol (partido de plata y un águila de gules, coronada de oro, cargado el pecho de un creciente) e incorporando las armas de Portugal (de plata y cinco escudetes en azur puestos en cruz con cinco bezantes en plata puestos en sotuer, bordura de gules con siete castillos de oro) que fueron retiradas en 1668. |
|                      | 1668-1700           | El estandarte de armas empleado desde 1680 hasta 1700 (reinando Carlos II) estuvo formado por los blasones de Castilla y León con Granada, entado en punta de Aragón y Nápoles-Sicilia, Austria, Borgoña antiguo, Borgoña moderno, Brabante, Flandes y Tirol. |
|                      | 1700-1761           | El estandarte de Felipe V mantiene todos los elementos del anterior, pero cambia la distribución de los mismos: las armas de Flandes y Tirol aparecen ahora en cuarteles separados, en punta del escudo (en lugar de en el escusón en que figuraban anteriormente) y se añade un nuevo escusón central con los lises de la Casa de Borbón, con la bordura en gules de la rama de Anjou. Las armas se mantuvieron sin modificaciones sustanciales durante los reinados de Luis I, el regreso de Felipe V al trono, Fernando VI y Carlos III hasta 1761. |
|                      | 1761-1868 1875-1931 | Carlos III realizó una nueva reforma en el escudo y estandarte de armas en los que introdujo las armas de los Ducados de Parma-Farnesio (de oro y seis flores de lis de azur) y Toscana-Médicis (de oro y cinco roeles de gules, un tortillo de azur en jefe cargado de tres flores de lis de oro). Este estandarte fue usado hasta 1868 durante los reinados de sus sucesores Carlos IV, Fernando VII e Isabel II. Restaurada la monarquía en 1874 fue empleado de forma más ocasional hasta 1931, durante los reinados de Alfonso XII y Alfonso XIII. Desde 1931 no se ha vuelto a utilizar en España el estandarte de armas del monarca. |

| Estandartes reales |                     | |
| Estandarte         | Fechas              | Detalles |
|                    | 1475-1492           | El estandarte de los Reyes Católicos que comenzó a utilizarse en 1475 consistía en una bandera de color blanco en la que figuraba, en su parte central, el escudo de los monarcas: Cuartelado con las armas de Castilla y León (cuarteadas) con las de Aragón y Nápoles-Sicilia (partidas). Al timbre una corona real antigua (abierta). |
|                    | 1492-1506           | Desde 1492 en el estandarte de los Reyes Católicos figuraron, junto los elementos usados hasta entonces, el blasón de Granada entado en punta y el Águila de San Juan como soporte. |
|                    | 1556-1580 1668-1700 | La mayor parte de los monarcas de la Casa de Austria, salvo Felipe I y Carlos I, emplearon como estandarte real, con algunas pequeñas modificaciones, una bandera de color carmesí, con las armas del monarca bordadas en su parte central. Se utilizaron las armas medianas, sin los soportes, el yelmo ni los lambrequines. |
|                    | 1580-1668           | Desde 1580, cuando Felipe II de España fue proclamado rey de Portugal, figuraron en el escudo las armas del nuevo reino. Se mantuvieron hasta que se reconoce la independencia portuguesa en 1668, reinando Carlos II. |
|                    | 1700-1761           | Los primeros monarcas de la Casa de Borbón mantuvieron como estandarte una bandera, habitualmente cuadrada, de color carmesí, con el escudo real (armas medianas) bordado pero añadiendo el escusón con las armas de Borbón y la Orden del Espíritu Santo. |
|                    | 1761-1834           | Carlos III también introdujo en el estandarte las modificaciones que realizó en las armas reales (junto a las nuevas particiones retiró la Orden del Espíritu Santo por la orden fundada por él y que es conocida por su nombre). Habitualmente, en el estandarte aparecían representadas las armas reales rodeadas únicamente por collar de la Orden del Toisón de Oro. Se mantuvo sin modificaciones hasta el comienzo del reinado de Isabel II. |
|                    | 1838-1868 1875-1931 | Al comienzo del reinado de Isabel II, se sustituyó el color carmesí por el morado y lo habitual es que figurase solo el collar de la Orden del Toisón de Oro. Desde 1875, restaurada la monarquía, fue usado sin modificaciones importantes durante los reinados de sus sucesores hasta 1931. |
|                    | 1975-2014           | Con Juan Carlos I se modificó de nuevo el fondo, introduciendo el color azul oscuro. El escudo del monarca redujo sus proporciones respecto a versiones anteriores para hacerlas coincidir con las existentes en su guion. Este estandarte comenzó a utilizarse desde el día de la proclamación de Juan Carlos I como rey, dos años antes de su regulación legal en virtud del Real Decreto 1511 de 21 de enero de 1977. Fue prácticamente idéntico al que el monarca había usado como príncipe de España desde el año 1971. Aquel estandarte solo se diferenciaba en que aparecía representada una corona de príncipe, cerrada por cuatro diademas (vistas tres), que fue sustituida por la real cuando Juan Carlos de Borbón accedió al trono. Hugo O'Donnell ha afirmado que la elección del color azul oscuro pudo deberse a que se considerara conveniente diferenciarlo del estandarte que usaba Franco como jefe de Estado, que era de color carmesí, ya que había adoptado como insignia la Banda de Castilla, el guion utilizado por los monarcas castellanos. Cuando Juan Carlos de Borbón fue proclamado rey de España, el color del estandarte no fue sustituido por el púrpura o el carmesí, colores empleados con anterioridad. Es utilizado como enseña personal desde su abdicación, en 2014. |

## Estandartes heráldicos en Windsor
En la Capilla de San Jorge del Castillo de Windsor (Inglaterra), sede de los capítulos solemnes de la Orden de la Jarretera, se muestran los pendones o estandartes con las armas de todos sus miembros vivos. Consisten en banderas cuadras adornadas con un fleco y cuyos lados miden aproximadamente un metro y medio. En 1988 se colocó el estandarte del rey Juan Carlos con sus armas: los cuatro cuarteles de Castilla, León, Aragón y Navarra, el entado en punta de Granada y el escusón de Borbón-Anjou. Se cuidó especialmente el diseño de las cadenas y del castillo, estrecho y mostrando tres ventanas en su cuerpo central. Los esmaltes heráldicos de la granada se alteraron respecto a la descripción (de gules o rojo en su exterior). El león, muy detallado en el estandarte, aparece representado con una tonalidad más próxima al púrpura que al  gules. En 2018, poco antes de la boda de los duques de Sussex, se instaló en la capilla el estandarte del Felipe VI, caballero de la Jarretera desde el mes de julio del año anterior. Como en el caso de su padre, el castillo y las cadenas de su estandarte son los muebles más semejantes a los originales. Sin embargo los colores y tonalidades del león, de nuevo muy elaborado, y de la granada sí se han ajustado al dibujo mostrado en el Real Decreto 527/2014. Igual que otros caballeros y damas que pertenecen a la realeza, los dos estandartes españoles cuentan con un fleco dorado. También fueron caballeros de la Jarretera los reyes Alfonso V de Aragón (1450-†1458), Fernando el Católico (1480-†1516), Carlos I (1508-†1558), Felipe II (1554-†1598), Fernando VII (1814-†1833), Alfonso XII (1881-†1885) y Alfonso XIII (1902-†1941).